# Liste der Biografien/Run
Liste der Biografien |
Portal Biografien |
Personensuche
# |
A |
B |
C |
D |
E |
F |
G |
H |
I |
J |
K |
L |
M |
N |
O |
P |
Q |
R |
S |
T |
U |
V |
W |
X |
Y |
Z |
?
 
Ra |
Rb |
Rd |
Re |
Rh |
Ri |
Rj |
Rk |
Rl |
Rm |
Rn |
Ro |
Rr |
Rs |
Rt |
Ru |
Rv |
Rw |
Rx |
Ry |
Rz
 
Rua |
Rub |
Ruc |
Rud |
Rue |
Ruf |
Rug |
Ruh |
Rui |
Ruj |
Ruk |
Rul |
Rum |
Run |
Ruo |
Rup |
Rur |
Rus |
Rut |
Ruu |
Ruv |
Ruw |
Rux |
Ruy |
Ruz
Die Liste der Biografien führt alle Personen auf, die in der deutschsprachigen Wikipedia einen Artikel haben. Dieses ist eine Teilliste mit 271 Einträgen von Personen, deren Namen mit den Buchstaben „Run“ beginnt.

## Run
- Rún, Margrét (* 1960), deutsche Regisseurin (BVR), Drehbuchautorin, Filmeditorin und Produzentin
- Run, Sjef van (1904–1973), niederländischer Fußballspieler

### Runa
- Runan, Sureewan (* 1997), thailändische Leichtathletin
- Rúnar Kárason (* 1988), isländischer Handballspieler
- Rúnar Kristinsson (* 1969), isländischer Fußballspieler
- Rúnar Már Sigurjónsson (* 1990), isländischer Fußballspieler
- Rúnar Rúnarsson (* 1977), isländischer Filmregisseur und Drehbuchautor
- Rúnar Sigtryggsson (* 1972), isländischer Handballspieler und Handballtrainer

### Runc
- Runceanu, Doralina (* 1989), rumänische Biathletin
- Runcie, James (* 1959), britischer Autor und FernsehproduzentJames Runcie (* 1959)

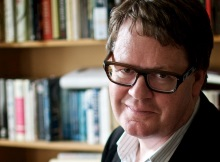
James Runcie (* 1959)

- Runcie, Robert (1921–2000), britischer Geistlicher, Erzbischof von Canterbury und Primas der anglikanischen Kirche
- Runciman, David, 4. Viscount Runciman of Doxford (* 1967), britischer Politologe
- Runciman, Steven (1903–2000), britischer Historiker
- Runciman, Walter, 1. Viscount Runciman of Doxford (1870–1949), britischer Politiker, Mitglied des House of Commons, Minister
- Runciman, Walter, 3. Viscount Runciman of Doxford (1934–2020), britischer Adliger und Soziologe
- Runck, Gerd (1929–2012), deutscher Mundartdichter
- Runck, Paul Otto (1930–2013), deutsch-österreichischer Mathematiker und Universitätsprofessor
- Runck, Richard (1868–1922), Kommandant eines deutschen Korps im Burenkrieg, Distriktschef in Deutsch-Südwestafrika
- Runckel-Storch, Johanna (1904–1995), deutsche Juristin und Richterin
- Runco, Mario (* 1952), US-amerikanischer Astronaut
- Runcorn, Keith (1922–1995), britischer Geophysiker

### Rund
- Rund, Cathleen (* 1977), deutsche Schwimmerin
- Rund, Emanuel (* 1946), deutsch-US-amerikanischer Filmemacher (Dokumentarfilm), Produzent, Publizist und Historiker
- Rund, Hanno (1925–1993), deutscher Mathematiker
- Rund, Peter (* 1943), deutscher Wasserballspieler
- Rund, Rainer (* 1941), deutscher Politiker (SPD), MdL
- Rund, Thorsten (* 1976), deutscher Radrennfahrer
- Rundberg, Claës (1874–1958), schwedischer Sportschütze
- Rundblad, David (* 1990), schwedischer Eishockeyspieler
- Rundcrantz, Xiao (* 1966), chinesisch-schwedische Autorin
- Runde, Alfons (* 1954), deutscher Ökonom, Professor für Betriebswirtschaftslehre
- Runde, Carl Wilhelm (1785–1859), deutscher Kaufmann, Senator und Stiftungsgründer
- Runde, Christian Ludwig (1773–1849), deutscher Jurist und Präsident des Oldenburgischen Oberappellationsgerichts
- Runde, Helga Maria (* 1955), bildende Künstlerin aus Deutschland
- Runde, Justus Friedrich (1741–1807), deutscher Rechtswissenschaftler und Rechtshistoriker
- Runde, Ortwin (* 1944), deutscher Politiker (SPD), MdHB
- Runde, Requinus († 1637), Priester, Abt des Klosters Marienfeld
- Rundek, Darko (* 1956), kroatischer Musiker
- Rundel, Otto (1927–2010), deutscher Jurist, Präsident des Rechnungshofs Baden-Württemberg (1975–1991)
- Rundel, Peter (* 1958), deutscher Geiger und Dirigent
- Rundel, Siegfried (1940–2009), deutscher Komponist, Arrangeur und Musikverleger
- Rundgreen, Mathias (* 1992), norwegischer Skilangläufer
- Rundgren, Bengt (1931–2008), schwedischer Opernsänger (Bass)
- Rundgren, Todd (* 1948), US-amerikanischer Musiker, Texter und ProduzentTodd Rundgren (* 1948)

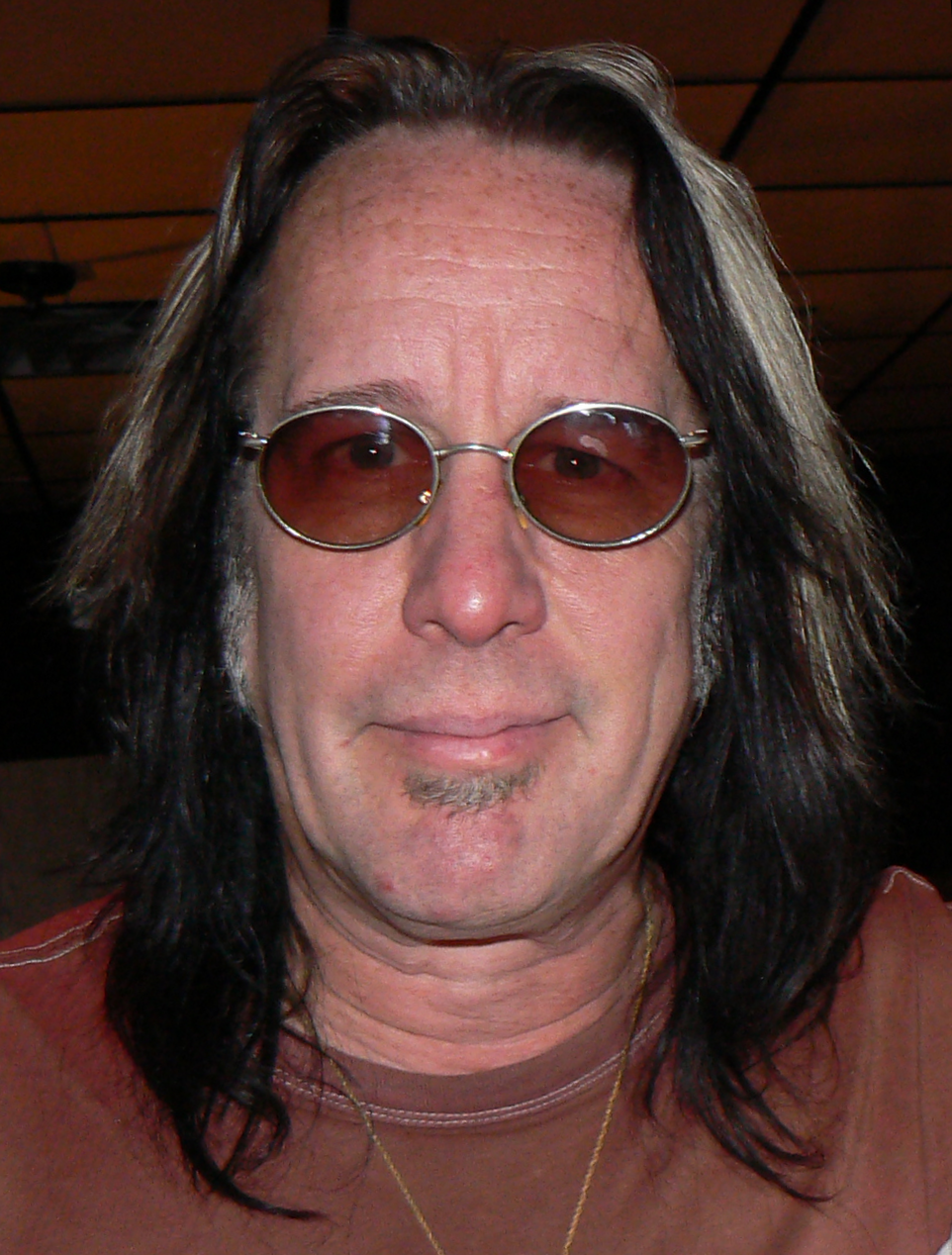
Todd Rundgren (* 1948)

- Rundio, Michael (* 1983), deutscher Fußballspieler
- Rundle, Emma Ruth (* 1983), US-amerikanische Sängerin, Songschreiberin und GitarristinEmma Ruth Rundle (* 1983)

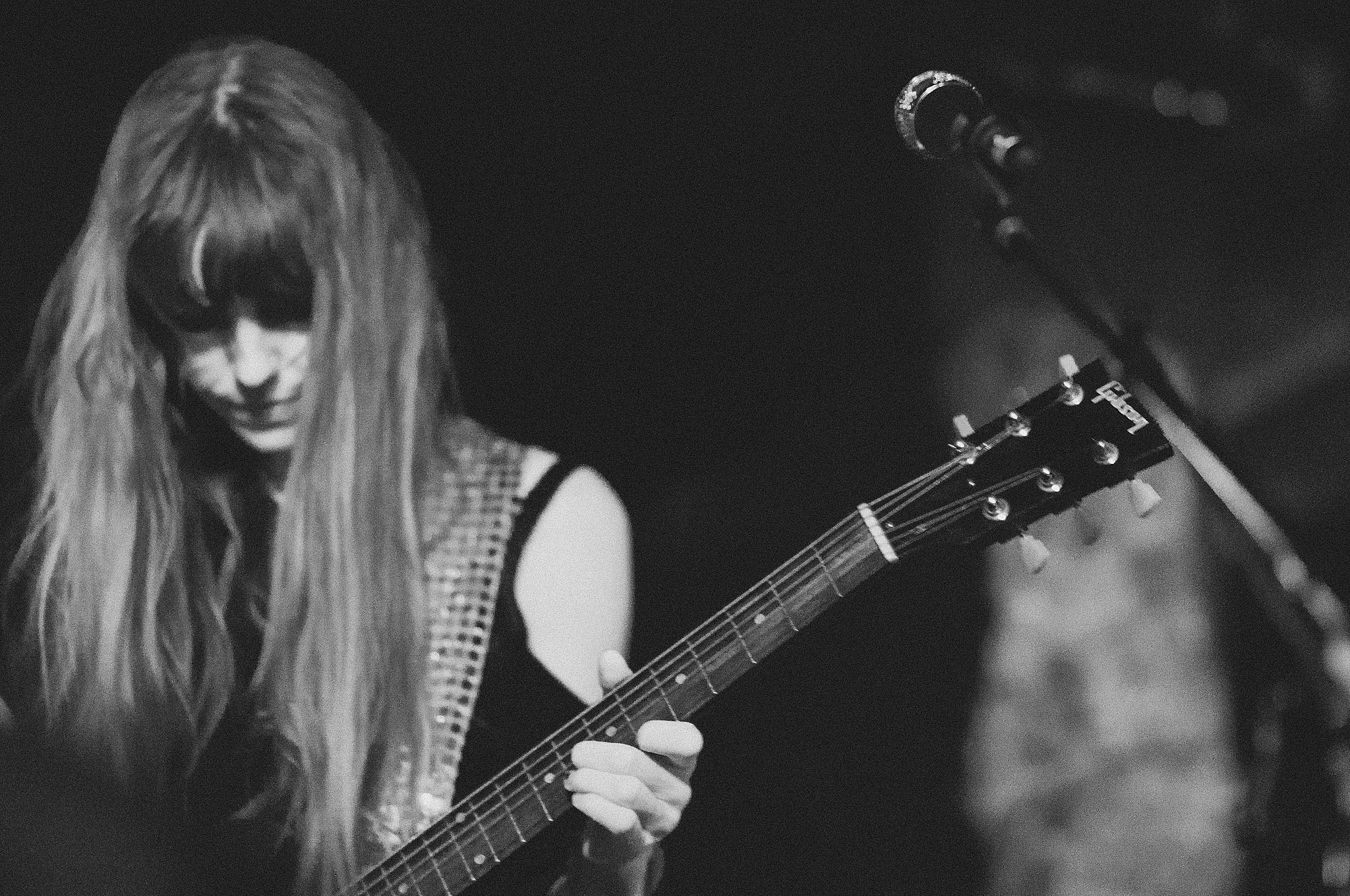
Emma Ruth Rundle (* 1983)

- Rundle, Erik (* 1981), norwegischer Badmintonspieler
- Rundle, Leslie (1856–1934), britischer Offizier, Gouverneur von Malta
- Rundle, Sophie (* 1988), britische Schauspielerin
- Rundle, Tony (1939–2025), australischer Politiker und Premierminister von Tasmanien
- Rundman, Carl-Kristian (* 1960), finnischer Schauspieler
- Rundquist, Dmitri Wassiljewitsch (1930–2022), russischer Geologe, Mineraloge und Hochschullehrer
- Rundqvist, Danijela (* 1984), schwedische Eishockeyspielerin
- Rundqvist, David (* 1993), schwedischer Eishockeyspieler
- Rundqvist, Gösta (1945–2010), schwedischer Musiker
- Rundqvist, Thomas (* 1960), schwedischer Eishockeyspieler und -funktionär
- Rundshagen, Bianca (* 1971), deutsche Wirtschaftswissenschaftlerin und Hochschullehrerin
- Rundshagen, Werner (1921–2008), deutscher Schauspieler und Hörspielsprecher
- Rundstedt, Eberhard von (1803–1851), deutscher Offizier und Maler
- Rundstedt, Gerd von (1848–1916), preußischer Generalmajor
- Rundstedt, Gerd von (1875–1953), deutscher Generalfeldmarschall im Zweiten WeltkriegGerd von Rundstedt (1875–1953)

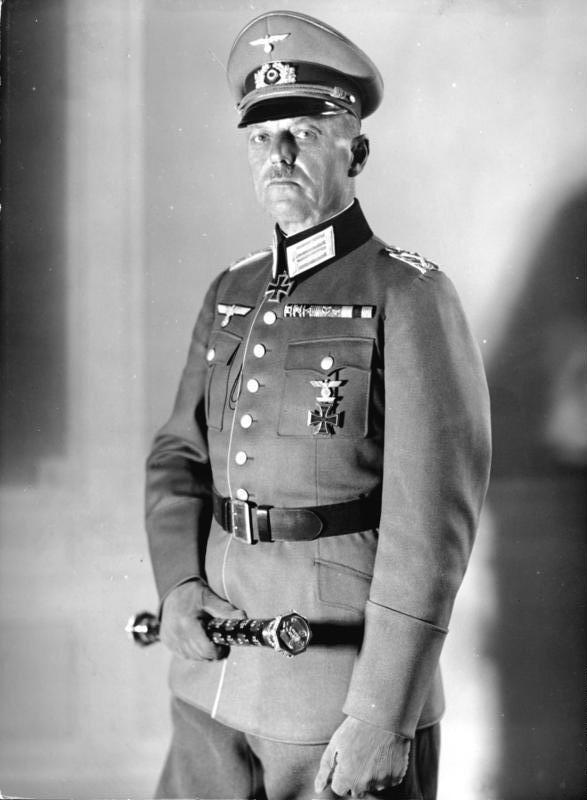
Gerd von Rundstedt (1875–1953)

- Rundstedt, Hans-Gerd von (1903–1948), deutscher Historiker und Bibliothekar
- Rundstedt, Werner von (1827–1903), deutscher Offizier, Rittergutsbesitzer und Parlamentarier
- Rundt, Arthur (1881–1939), Autor, Journalist, Regisseur und Theaterdirektor
- Rundt, Carl Ludwig (1802–1868), deutscher Landschafts- und Vedutenmaler sowie Lithograf
- Rundt, Cornelia (* 1953), deutsche Politikerin (SPD)
- Rundt, Hans Hinrich, deutscher Maler
- Rundt, Justin (* 1994), deutscher Handballspieler
- Rundu, Andres (* 1960), estnischer Diplomat

### Rune
- Rune, Holger (* 2003), dänischer Tennisspieler
- Runeberg, Fredrika Charlotta (1807–1879), finnlandschwedische Schriftstellerin
- Runeberg, Johan Ludvig (1804–1877), finnlandschwedischer Schriftsteller
- Runeberg, Johan Wilhelm (1843–1918), finnischer Mediziner
- Runeberg, Walter Magnus (1838–1920), Bildhauer
- Runeby, Nils (1931–2009), schwedischer Historiker
- Runes, Dagobert D. (1902–1982), US-amerikanischer Verleger
- Runesson, Anders (* 1968), schwedischer evangelischer Theologe
- Runesson, Eric (* 1960), schwedischer Jurist, Mitglied der Schwedischen Akademie und Richter am Obersten Gerichtshof von Schweden
- Runesten-Petersen, Sara (* 1975), neuseeländische Badmintonspielerin dänischer Herkunft

### Rung
- Rung, Boris (1928–2003), finnischer Motorsport-Funktionär
- Rung, Heinrich Georg (1854–1931), deutscher römisch-katholischer Geistlicher und Heimatkundler
- Rung, Marion (* 1945), finnische SchlagersängerinMarion Rung (* 1945)

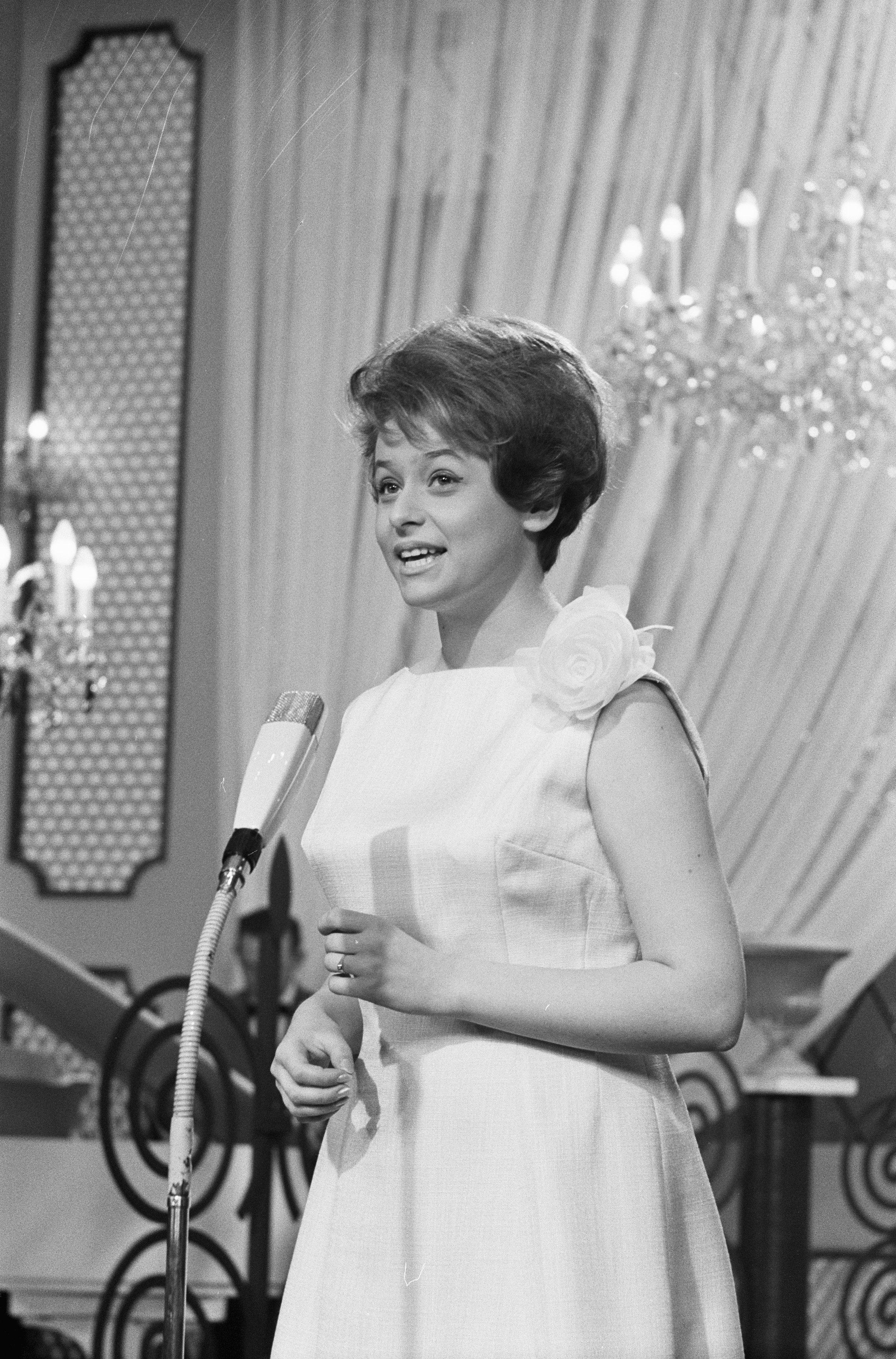
Marion Rung (* 1945)

- Rung, Sarah Louise (* 1989), norwegische Schwimmerin und Paralympics-Teilnehmerin
- Rung, Thomas (* 1961), deutscher Serienmörder
- Rung-Keller, Paul (1879–1966), dänischer Komponist, Organist und Glockenexperte
- Runga, Bic (* 1976), neuseeländische Sängerin und Liedschreiberin
- Rungaldier, Ignaz (1799–1876), österreichischer Porträt- und Genremaler
- Rungby, Frederik (* 1993), dänischer Basketballspieler
- Runge, Adolph (1816–1862), deutscher Mediziner und Abgeordneter des Vorparlaments
- Runge, Alfred (1880–1961), deutscher Architekt
- Runge, Alfred (1881–1946), deutscher Architekt
- Runge, Annelie (* 1943), deutsche Filmregisseurin, Drehbuchautorin und Journalistin
- Runge, Antje (* 1970), deutsche Politikerin (SPD)
- Runge, Bernd (1954–1980), deutscher Fußballspieler
- Runge, Bernd (* 1961), deutscher Medienmanager und Verleger
- Runge, Björn (* 1961), schwedischer Filmregisseur und Drehbuchautor
- Runge, Carl (1856–1927), deutscher MathematikerCarl Runge (1856–1927)

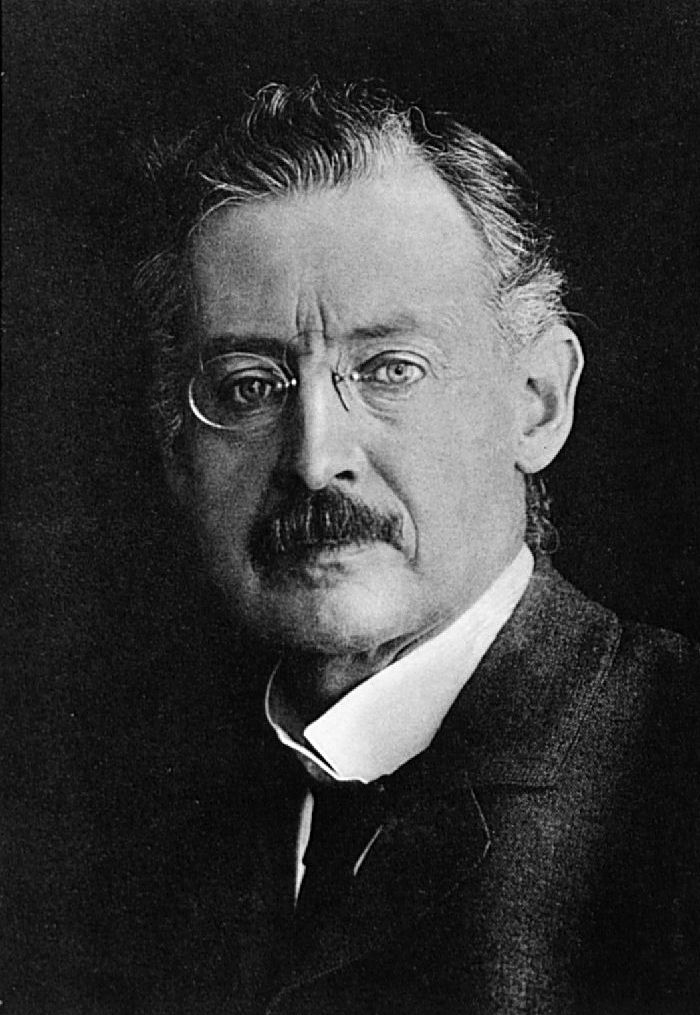
Carl Runge (1856–1927)

- Runge, Christopher Alexander, deutscher Unternehmensberater, Unternehmer, Vortragsredner und Autor
- Runge, Cierra (* 1996), US-amerikanische Schwimmerin
- Runge, Daniel (1561–1629), deutscher Rechtswissenschaftler und Kanzler von Pommern-Wolgast
- Runge, Daniel (1767–1856), deutscher Kaufmann, Reeder und Lyriker
- Runge, Daniel (1804–1864), deutscher Theologe, Pastor und Politiker
- Runge, Daniel Nikolaus (1737–1825), deutscher Schiffsreeder und Kaufmann
- Runge, David (1564–1604), deutscher lutherischer Theologe
- Runge, Doris (* 1943), deutsche Schriftstellerin
- Runge, Eberhard, deutscher Mönch und vorletzter Provinzialminister der Ordensprovinz Saxonia der Franziskaner vor der Reformation
- Runge, Eckart (* 1967), deutscher Cellist und Hochschulprofessor
- Runge, Erich (* 1959), deutscher Physiker
- Runge, Erika (1939–2023), deutsche Schriftstellerin
- Runge, Ernst (1890–1970), deutscher Politiker (FDP)
- Runge, Franz (1893–1973), deutscher Chemiker für Technische Chemie und Hochschullehrer
- Runge, Friedhelm (1939–2024), deutscher Unternehmer, Sportfunktionär
- Runge, Friedlieb Ferdinand (1794–1867), deutscher ChemikerFriedlieb Ferdinand Runge (1794–1867)

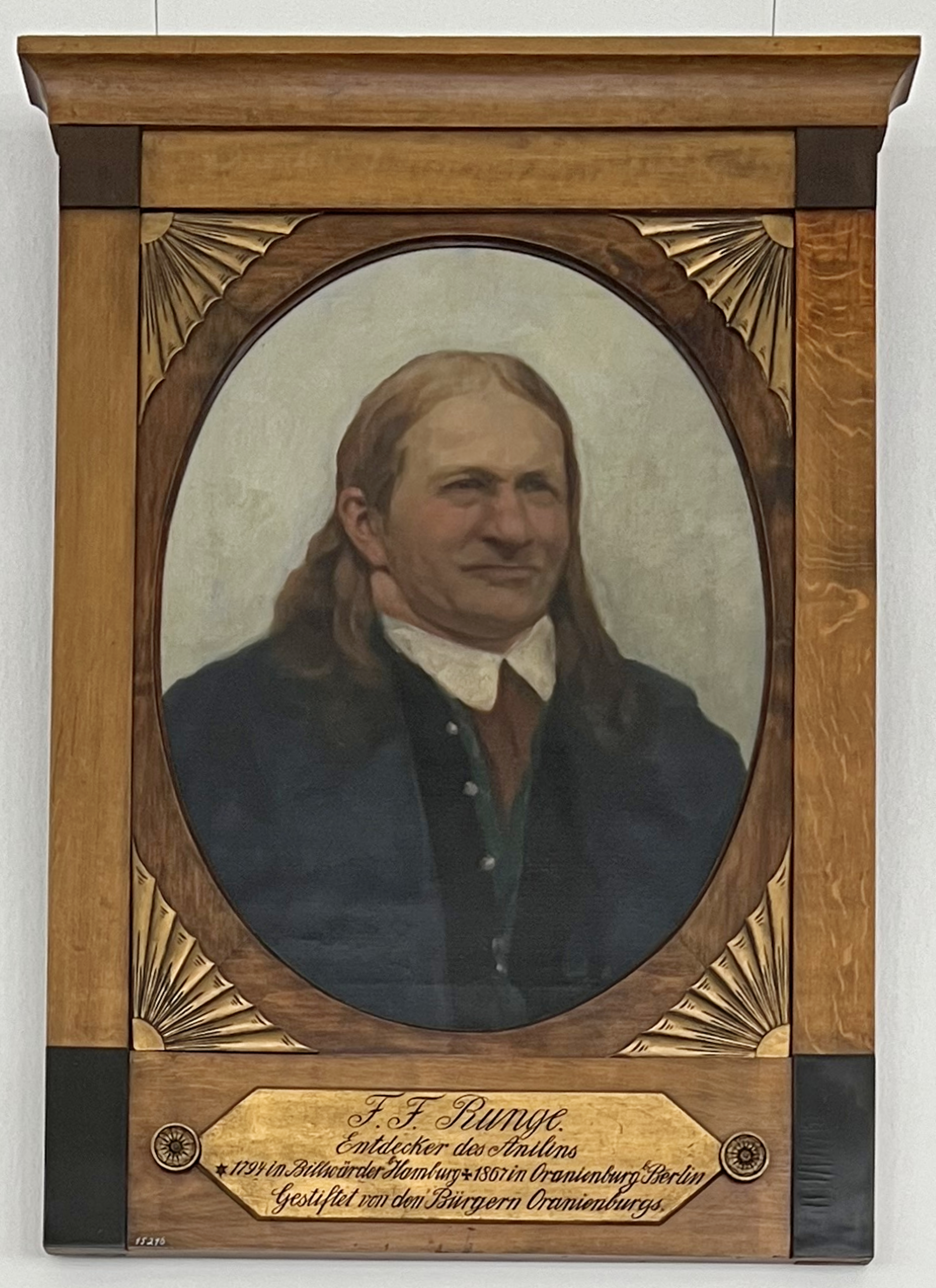
Friedlieb Ferdinand Runge (1794–1867)

- Runge, Friedrich (1559–1604), deutscher evangelisch-lutherischer Theologe
- Runge, Friedrich (1599–1655), erster brandenburgischer Kanzler in Hinterpommern
- Runge, Friedrich (1855–1903), deutscher Gymnasiallehrer und Historiker
- Runge, Fritz (1901–1990), deutscher Politiker (SPD), MdL
- Runge, Fritz (1911–2000), deutscher Botaniker und Naturschützer
- Runge, Gotthilf Ludwig (1809–1854), deutscher Architekt und Kunsthistoriker
- Runge, Gustav (1822–1900), deutscher Architekt
- Runge, Hans (1892–1964), deutscher Gynäkologe und Geburtshelfer
- Runge, Hartwig (* 1938), deutscher Schlagersänger und Komponist
- Runge, Heiko (1964–1979), deutscher Schüler, Todesopfer an der innerdeutschen Grenze
- Runge, Heinrich (1817–1886), deutscher Konservator, Heraldiker und Politiker (DFP), MdR
- Runge, Heinrich (1827–1899), deutscher Altphilologe und Schulleiter
- Runge, Herb (1937–2017), deutscher Jazz- und Unterhaltungsmusiker (Trompete, Arrangement, Orchesterleitung)
- Runge, Herbert (1913–1986), deutscher Boxer
- Runge, Hermann, deutscher Unternehmer und Gütermesser
- Runge, Hermann (1902–1975), deutscher Politiker (SPD), MdL, MdB
- Runge, Holger (1925–2024), deutscher Künstler
- Runge, Irene (* 1942), deutsche Soziologin und Publizistin
- Runge, Iris (1888–1966), deutsche Mathematikerin und Physikerin
- Runge, Jacob (1527–1595), deutscher evangelischer Theologe und Generalsuperintendent
- Runge, Johann (1926–2014), deutsch-dänischer Historiker
- Runge, Johann Heinrich (1811–1885), deutscher Orgelbauer
- Runge, Johannes (1878–1949), deutscher Leichtathlet, Olympionike und Sportfunktionär
- Runge, Jörg (* 1972), deutscher Karnevalist, Büttenredner und Kommunikations- und Rhetoriktrainer
- Runge, Julius (1843–1922), deutscher Marinemaler
- Runge, Jürgen (1929–1992), deutscher Maler
- Runge, Jürgen (* 1930), deutscher Chemiker und Präses der Synode der Evangelischen Kirche der Kirchenprovinz Sachsen
- Runge, Jürgen (* 1962), deutscher Physiogeograph und Geomorphologe
- Runge, Kurt (1887–1959), deutscher Ruderer
- Runge, Kurt (1898–1972), deutscher Jurist
- Runge, Kurt (1928–2007), deutscher Politiker (CDU), MdA
- Runge, Linda Marlen (* 1986), deutsche Schauspielerin und Musikerin
- Runge, Manuela (* 1959), deutsche Schriftstellerin, Lektorin und Ghostwriterin
- Runge, Marcus (1865–1945), deutscher Orgelbauer in Schwerin
- Runge, Mark (1982–2021), deutscher Politiker (AfD)
- Runge, Martin (1949–2021), deutscher Mediziner
- Runge, Martin (* 1958), deutscher Politiker (Bündnis 90/Die Grünen)
- Runge, Max (1849–1909), deutscher Gynäkologe
- Runge, Monika (* 1950), deutsche Politikerin (Die Linke), MdL
- Runge, Norbert (* 1956), deutscher Fußballspieler
- Runge, Otto Sigismund (1806–1839), deutscher Bildhauer
- Runge, Paul (1877–1948), sozialdemokratischer Politiker
- Runge, Peter-Christoph (1933–2010), deutscher Opernsänger (Bariton)
- Runge, Philipp Otto (1777–1810), deutscher Maler der RomantikPhilipp Otto Runge (1777–1810)

Philipp Otto Runge (1777–1810)

- Runge, Regula (* 1989), deutsche Radrennfahrerin
- Runge, Reinhard (* 1948), deutscher Radsportler
- Runge, Stephan (* 1947), deutscher Künstler
- Runge, Stephan (* 1962), deutscher Schauspieler, Musiker und bildender Künstler
- Runge, Uwe (* 1952), deutscher Neurologe, Psychiater und Epileptologe
- Runge, Wilhelm (1805–1863), deutscher Mediziner und Auswanderer nach Texas
- Runge, Wilhelm (1895–1987), deutscher Elektroingenieur
- Runge, Wilhelm (1927–1955), deutscher Landwirt, Todesopfer an der Sektorengrenze in Berlin vor dem Bau der Berliner Mauer
- Runge, Woldemar (1868–1937), deutscher Schauspieler, Opernsänger, Regisseur und Intendant
- Runge, Wolf (1876–1945), deutscher Ingenieur und Politiker
- Rungenhagen, Carl Friedrich (1778–1851), deutscher Komponist und Musikpädagoge
- Rünger, Detlev (* 1955), deutscher Botschafter
- Rünger, Gertrud (1893–1965), deutsche Opernsängerin (Alt, später auch Dramatischer Sopran)
- Runggaldier, Alexia (* 1991), italienische Biathletin
- Runggaldier, Alfred (* 1962), italienischer Skilangläufer
- Runggaldier, August (1880–1940), Bildhauer
- Runggaldier, Edmund (* 1946), österreichischer Philosoph
- Runggaldier, Elena (* 1990), italienische Skispringerin
- Runggaldier, Eugen (* 1968), italienischer Geistlicher, Generalvikar der Diözese Bozen-Brixen
- Runggaldier, Ingrid (* 1963), Südtiroler Publizistin, Buchautorin und literarische Übersetzerin
- Runggaldier, Lukas (* 1987), italienischer Nordischer Kombinierer
- Runggaldier, Mattia (* 1992), italienischer Nordischer Kombinierer
- Runggaldier, Peter (* 1968), italienischer Skirennläufer
- Runggaldier, Teresa (* 1999), italienische Skirennläuferin
- Runggaldier, Ulrich (1949–2021), italienischer Rechtswissenschaftler
- Runggaldier, Ylvie (* 1976), italienische Skirennläuferin
- Rungger, Renate (* 1979), italienische Langstreckenläuferin
- Rungius, Carl (1869–1959), deutschamerikanischer Wildtiermaler
- Rungjang, Arin (* 1975), thailändischer Video-, Objekt- und Installationskünstler
- Rungkat, Christopher (* 1990), indonesischer Tennisspieler
- Rungrath Poomchantuek (* 1992), thailändischer Fußballspieler
- Rungroj Sawangsri (* 1981), thailändischer Fußballspieler
- Rungrote, Prajin (* 1953), thailändischer Radrennfahrer
- Rungsted Sørensen, John (* 1934), dänischer Kanute
- Rungwald, Helge (1906–1960), dänischer Regisseur und Schauspieler
- Rungwerth, Emil (1864–1945), deutscher Lehrer und Heimatforscher

### Runh
- Runhof, Frank (* 1960), deutscher Musiker des Modern Jazz (Tenorsaxophon, Flöte, Arrangement)

### Runi
- Runia, David Theunis (* 1951), australisch-niederländischer Klassischer Philologe und Philosophiehistoriker
- Runiga Musanganya, Alphonse-Marie (1924–2006), kongolesischer Geistlicher, Bischof von Mahagi-Nioka
- Runitsch, Ossip Iwanowitsch (1889–1947), russischer Schauspieler und Theaterregisseur
- Runius, Johan (1679–1713), schwedischer Dichter des Barock

### Runj
- Runjaic, Kosta (* 1971), deutscher FußballtrainerKosta Runjaic (* 1971)

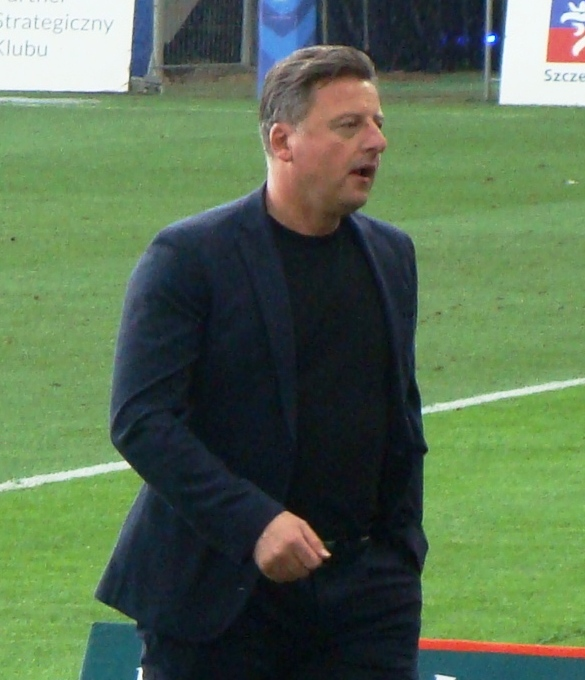
Kosta Runjaic (* 1971)

- Runjanin, Josip (1821–1878), Militär und Komponist
- Runje, Vedran (* 1976), kroatischer Fußballtorhüter
- Runjić, Marijeta (* 1996), kroatische Volleyballspielerin
- Runjić, Zdenko (1942–2004), kroatischer Komponist und Musiker

### Runk
- Runk, Ferdinand (1764–1834), deutsch-österreichischer Maler
- Runk, John (1791–1872), US-amerikanischer Politiker
- Runkehl, Karla (1930–1986), deutsche Schauspielerin
- Runkel, Dieter (* 1966), Schweizer Radrennfahrer
- Runkel, Eduard von (1801–1882), deutscher Jurist, Verwaltungsbeamter und Gutsbesitzer
- Runkel, Friedrich von (1833–1914), deutscher Jurist, Verwaltungsbeamter und Gutsbesitzer
- Runkel, Gunter (1946–2020), deutscher Soziologe, Sexualwissenschaftler und Hochschullehrer
- Runkel, Heinrich (1862–1938), deutscher Schulrat und Politiker (DVP), MdR
- Runkel, Heinrich (1911–1999), deutscher Heimatforscher
- Runkel, Joachim (* 1955), deutscher Politiker (CDU), MdL
- Runkel, Marco (* 1971), deutscher Wirtschaftswissenschaftler und Hochschullehrer
- Runkel, Michael (* 1969), deutscher Reisefotograf, Autor, Redner
- Runkel, Reinhild (* 1943), deutsche Mezzosopranistin
- Runkel, Roman (* 1961), deutscher Gastronom
- Runki, Otto (1899–1945), deutscher Kommunist und Widerstandskämpfer gegen den Nationalsozialismus
- Runkwitz, Johannes (1859–1916), deutscher Sanitätsoffizier, zuletzt Marine-Generalstabsarzt der Kaiserlichen Marine

### Runn
- Runnalls, Adam (* 1998), kanadischer Biathlet
- Runne, Ossi (1927–2020), finnischer Trompeter, Komponist und Dirigent
- Runnebaum, Adolf (* 1845), deutscher Förster und Geodät
- Runnebaum, Benno (* 1933), deutscher Gynäkologe, Geburtshelfer und Reproduktionsmediziner
- Runnebaum, Ingo B. (* 1960), deutscher GynäkologeIngo B. Runnebaum (* 1960)

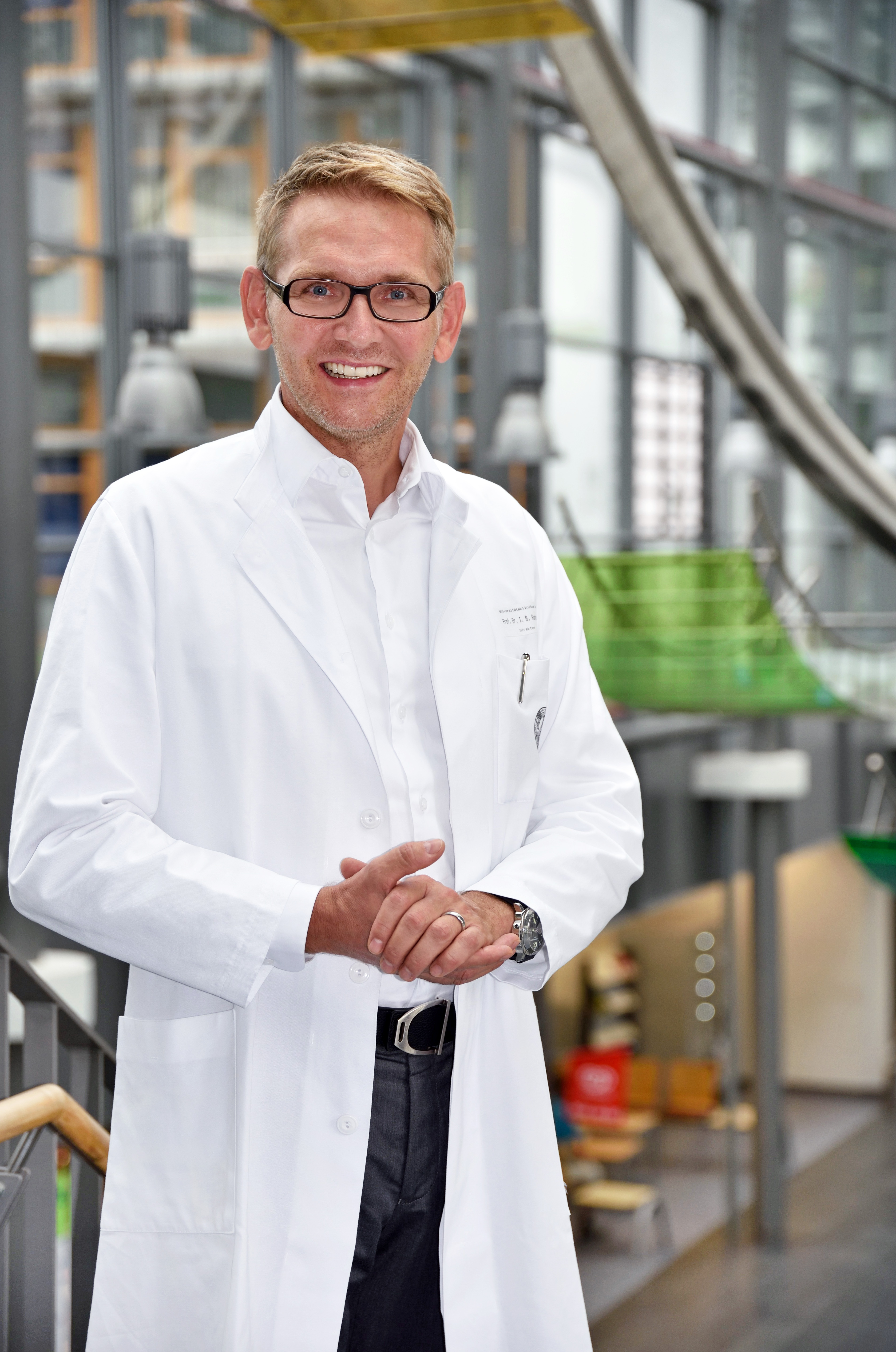
Ingo B. Runnebaum (* 1960)

- Runnegar, Bruce (* 1941), australischer Paläontologe
- Runnel, Hando (* 1938), estnischer Lyriker
- Runnels, Hardin Richard (1820–1873), US-amerikanischer Politiker
- Runnels, Harold L. (1924–1980), US-amerikanischer Politiker
- Runnels, Hiram (1796–1857), US-amerikanischer Politiker und Gouverneur des Bundesstaates Mississippi (1833–1835)
- Runnels, Mike († 2015), US-amerikanischer Jurist und Politiker
- Runnemo, Joakim (* 1986), schwedischer Fußballspieler
- Runnenburg, Johannes (1932–2008), niederländischer Mathematiker
- Runnicles, Donald (* 1954), britischer DirigentDonald Runnicles (* 1954)

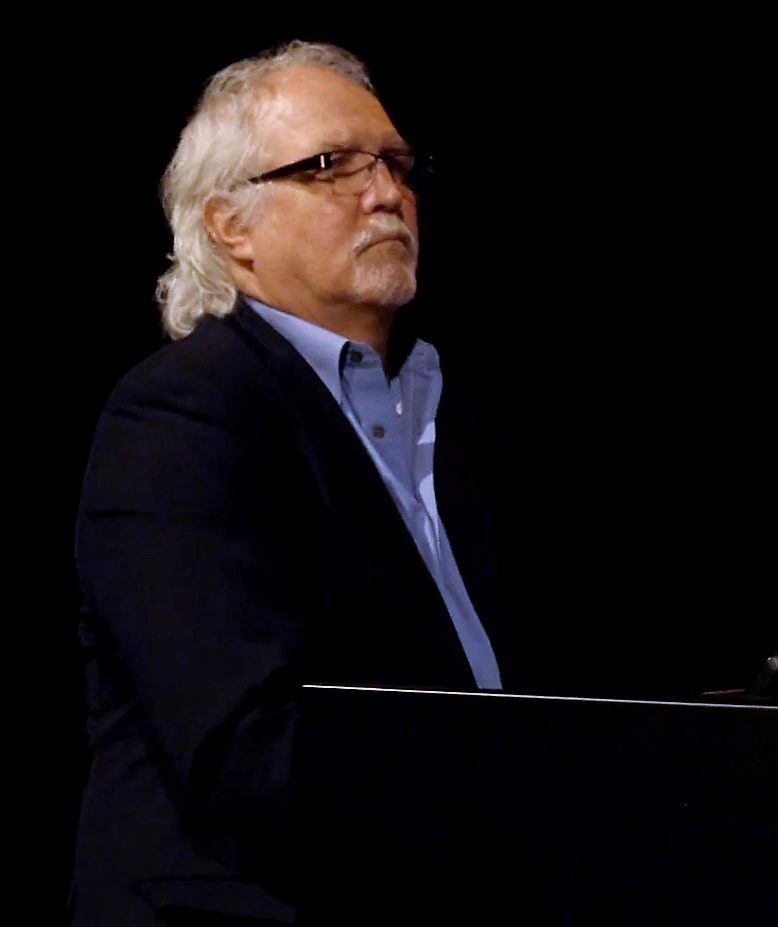
Donald Runnicles (* 1954)

- Runnings, John (1918–2004), kanadischer Mauerläufer, Friedensaktivist

### Runo
- Runö, Gösta (1896–1922), schwedischer Pentathlet
- Runow, Igor Wassiljewitsch (1963–2011), sowjetischer Volleyballspieler
- Runow, Klaus-Dietrich (* 1955), deutscher Arzt, Umweltmediziner und Autor
- Runow, Pawel (* 1976), ukrainischer Akkordeon-Spieler
- Runowski, Hedwig (1895–1958), deutsche Politikerin (SPD), MdL

### Runs
- Runström, Axel (1883–1943), schwedischer Wasserballspieler und Wasserspringer
- Runström, Björn (* 1984), schwedischer Fußballspieler
- Runswick, Daryl (* 1946), britischer Jazzmusiker (Bass, Piano, Komposition, Arrangements)

### Runt
- Runte, Adelheit († 1618), Opfer der Hexenverfolgung in Geseke
- Runte, Heinrich (1909–1978), deutscher Kleinkrimineller, Oberbürgermeister von Ingolstadt
- Runte, Karl Wilhelm (1792–1864), Landtagsabgeordneter Waldeck
- Runte, Kurt Max (* 1961), kanadischer Schauspieler
- Runte, Ludwig (1896–1958), nationalsozialistischer Beamter
- Runte, Wilhelm (1898–1978), deutscher Politiker (FDP), Bürgermeister von Soest (1952–1956)
- Runten, Friedrich (* 1809), preußischer Landrat im Kreis Wittlich
- Runtenberg, Christa (* 1963), deutsche Philosophin und Hochschullehrerin
- Runtsch, Wilhelm (1921–1977), deutscher Politiker (CDU), MdL

### Runw
- Runway, Bree (* 1992), englische Sängerin, Rapperin und Songwriterin

### Runy
- Runyan, Jon (* 1973), US-amerikanischer Footballspieler und Politiker
- Runyan, Marla (* 1969), US-amerikanische Langstreckenläuferin
- Runyan, Pablo (1925–2002), panamaischer Kunstmaler, Autor und Filmausstatter
- Runyon, Charles W. (1928–2015), amerikanischer Schriftsteller
- Runyon, Damon (1880–1946), US-amerikanischer Journalist und Schriftsteller
- Runyon, Jennifer (* 1960), US-amerikanische Schauspielerin bei Film und FernsehenJennifer Runyon (* 1960)

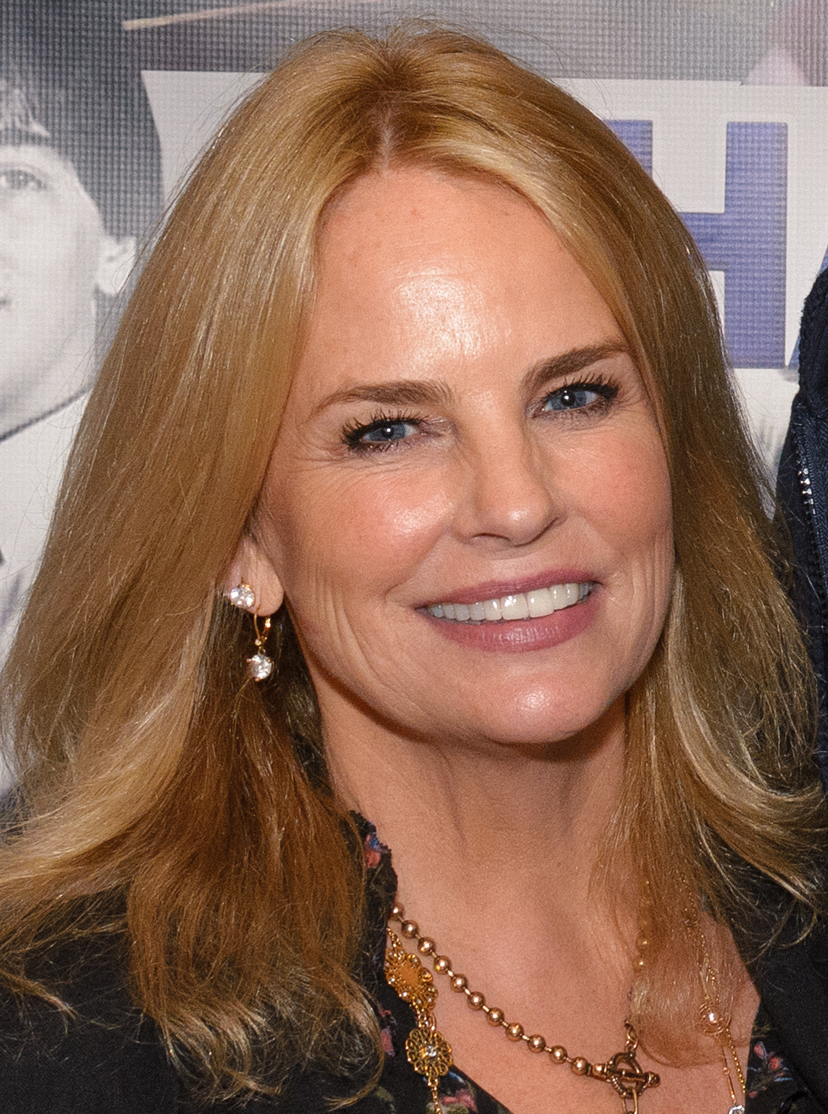
Jennifer Runyon (* 1960)

- Runyon, Marvin T. (1924–2004), US-amerikanischer Manager und Politiker
- Runyon, William Nelson (1871–1931), US-amerikanischer Politiker

### Runz
- Rünz, Michael (* 1986), deutscher Triathlet und Ironman-Sieger (2014)
- Runze, Dieter (1937–1991), deutscher Politologe und Soziologe
- Runze, Georg (1852–1938), deutscher evangelischer Theologe
- Runze, Klaus (* 1930), deutscher Pianist, Intermedia Artist, Musikpädagoge, Autor und Hochschullehrer
- Runze, Maximilian (1849–1931), deutscher evangelischer Pfarrer, Abgeordneter und Autor
- Runze, Ottokar (1925–2018), deutscher Schauspieler, Regisseur, Filmproduzent, Synchronsprecher
- Runze, Waltraud (1927–2018), deutsche Schauspielerin und Synchronsprecherin
- Runze, Wilhelm (1887–1972), deutscher Maler
- Runzheimer, Jürgen (1924–2012), deutscher Historiker, Heimatforscher, Buchautor und Lehrer
- Rünzler, Manfred (1933–2022), österreichischer Politiker (VGÖ), Landtagsabgeordneter in Vorarlberg
- Runzo, Ljubow Nikolajewna (* 1949), sowjetisch-russische Sprinterin